# Hřbetozubec břekový
Hřbetozubec břekový (Ptilodon cucullina) je motýl (můra) z čeledi hřbetozubcovitých (Notodontidae).

## Popis

### Popis
Hřbetozubec břekový dosahuje rozpětí křídel 30 až 40 milimetrů. Má žlutohnědá až červenohnědá křídla a bílošedý pás na vnějším okraji předních křídel, který je přerušen nahnědlou skvrnou s úzkým tmavým pruhem. Tento jasný pás jasně odlišuje tuto můru od jinak podobného hřbetozubce olšového Ptilodon capucina).

### Vajíčka
Vajíčka jsou plochá a klenutá a bílo šedé barvy.

### Housenka
Housenky jsou dlouhé asi 30 milimetrů. Jsou buď světle zelené nebo světle žluté. Zadní strana je téměř bílá. Na předních čtyřech segmentech je souvislá tmavá zadní skvrna. Segmenty pět a šest mají nízké hrbolky, jedenáctý segment má vyšší hrb s červenou špičkou.

### Kukla
Kukla má tmavě červenohnědou nebo černohnědou barvu s kulatým análním koncem. 

### Synonyma
- Ptilodontella cucullina
- Lophopteryx cuculla

## Výskyt
Tento druh je rozšířený ve střední Evropě, ale nikde není běžný. Žije na různých stanovištích, kde rostou její živné rostliny, například na teplých svazích, ve smíšených listnatých lesích, pasekách a parcích. 

## Způsob života
Noční můry létají každoročně ve dvou generacích od začátku května do konce června a v neúplné druhé generaci od konce července do poloviny srpna. Rády nalétávají na zdroje umělého světla. Vajíčka jsou kladena ve skupinách na listy a větve. Housenka se zakuklí ve volné síti na zemi. Přezimování probíhá ve fázi kukly.
Housenky se živí hlavně listy javoru bybyky (Acer campestre) a javoru klenu (Acer pseudoplatanus).